# Cătălin Azoiței
Cătălin Azoiței (Nagybánya, 1968. június 11. –) román labdarúgó.